# Single numer jeden w roku 2015 (Polska)
Notowania AirPlay – Top i AirPlay – Nowości publikowane przez Związek Producentów Audio-Video kompletowane przez BMAT w oparciu o cotygodniową liczbę odegrań w radio oraz wyświetleń w telewizji. Poniżej znajdują się tabele prezentujące najpopularniejsze single, najwyżej debiutujące nowości oraz najczęściej emitowane teledyski w muzycznych stacjach telewizyjnych w danych tygodniach w roku 2015.

## AirPlay – Top i AirPlay – Nowości
| Data            | AirPlay – Top                            | AirPlay – Top                             | AirPlay – Top | AirPlay – Nowości                                     | AirPlay – Nowości              | AirPlay – Nowości |
| Data            | Wykonawca                                | Utwór                                     | Źródło        | Wykonawca                                             | Utwór                          | Źródło            |
| --------------- | ---------------------------------------- | ----------------------------------------- | ------------- | ----------------------------------------------------- | ------------------------------ | ----------------- |
| 3 stycznia      | Bednarek                                 | „Chwile jak te”                           | [ 1 ]         | Shaggy feat. Mohombi, Faydee & Costi                  | „Habibi (I Need Your Love)”    | [ 2 ]             |
| 10 stycznia     | Hozier                                   | „Take Me to Church”                       | [ 3 ]         | Łukasz Zagrobelny                                     | „Tylko z Tobą chcę być sobą”   | [ 4 ]             |
| 17 stycznia     | Hozier                                   | „Take Me to Church”                       | [ 5 ]         | Ellie Goulding                                        | „Love Me like You Do”          | [ 6 ]             |
| 24 stycznia     | Hozier                                   | „Take Me to Church”                       | [ 7 ]         | Tabb & Sound’n’Grace                                  | „Dach”                         | [ 8 ]             |
| 31 stycznia     | Hozier                                   | „Take Me to Church”                       | [ 9 ]         | Bracia                                                | „Niepisane”                    | [ 10 ]            |
| 7 lutego        | Hozier                                   | „Take Me to Church”                       | [ 11 ]        | Liber & Natalia Szroeder                              | „Porównania”                   | [ 12 ]            |
| 14 lutego       | Hozier                                   | „Take Me to Church”                       | [ 13 ]        | Kielich                                               | „Lepiej już nie będzie nam”    | [ 14 ]            |
| 21 lutego       | Hozier                                   | „Take Me to Church”                       | [ 15 ]        | Kelly Clarkson                                        | „Heartbeat Song”               | [ 16 ]            |
| 28 lutego       | Calvin Harris feat. Ellie Goulding       | „Outside”                                 | [ 17 ]        | Perfect                                               | „Droga bez łez”                | [ 18 ]            |
| 7 marca         | Ellie Goulding                           | „Love Me like You Do”                     | [ 19 ]        | Mario Bischin                                         | „Sexy Mama”                    | [ 20 ]            |
| 14 marca        | Ellie Goulding                           | „Love Me like You Do”                     | [ 21 ]        | Loka                                                  | „Na przekór”                   | [ 22 ]            |
| 21 marca        | Ellie Goulding                           | „Love Me like You Do”                     | [ 23 ]        | Alfons                                                | „Ganjaman”                     | [ 24 ]            |
| 28 marca        | Ellie Goulding                           | „Love Me like You Do”                     | [ 25 ]        | Lost Frequencies                                      | „Are You with Me”              | [ 26 ]            |
| 4 kwietnia      | Deorro feat. DyCy & Adrian Delgado       | „Perdóname”                               | [ 27 ]        | Tiësto & KSHMR feat. Vassy                            | „Secrets”                      | [ 28 ]            |
| 11 kwietnia     | Deorro feat. DyCy & Adrian Delgado       | „Perdóname”                               | [ 29 ]        | Sylwia Grzeszczak feat. Sound'n'Grace                 | „Kiedy tylko spojrzę”          | [ 30 ]            |
| 18 kwietnia     | Deorro feat. DyCy & Adrian Delgado       | „Perdóname”                               | [ 31 ]        | Major Lazer & DJ Snake feat. MØ                       | „Lean On”                      | [ 32 ]            |
| 25 kwietnia     | Sia                                      | „Elastic Heart”                           | [ 33 ]        | Walk the Moon                                         | „Shut Up and Dance”            | [ 34 ]            |
| 2 maja          | Lost Frequencies                         | „Are You with Me”                         | [ 35 ]        | Tabb & Sound'n'Grace                                  | „Możesz wszystko”              | [ 36 ]            |
| 9 maja          | Lost Frequencies                         | „Are You with Me”                         | [ 37 ]        | Sarsa                                                 | „Naucz mnie”                   | [ 38 ]            |
| 16 maja         | Lost Frequencies                         | „Are You with Me”                         | [ 39 ]        | Madcon feat. Ray Dalton                               | „Don't Worry”                  | [ 40 ]            |
| 23 maja         | Lost Frequencies                         | „Are You with Me”                         | [ 41 ]        | Katy Tiz                                              | „Whistle (While You Work It)”  | [ 42 ]            |
| 30 maja         | OMI                                      | „Cheerleader” (Felix Jaehn remix)         | [ 43 ]        | Måns Zelmerlöw                                        | „Heroes”                       | [ 44 ]            |
| 6 czerwca       | Kygo feat. Conrad Sewell                 | „Firestone”                               | [ 45 ]        | John Newman                                           | „Come and Get It”              | [ 46 ]            |
| 13 czerwca      | Kygo feat. Conrad Sewell                 | „Firestone”                               | [ 47 ]        | David Guetta feat. Nicki Minaj, Bebe Rexha & Afrojack | „Hey Mama”                     | [ 48 ]            |
| 20 czerwca      | Sarsa                                    | „Naucz mnie”                              | [ 49 ]        | Natalia Nykiel                                        | „Bądź duży”                    | [ 50 ]            |
| 27 czerwca      | Sarsa                                    | „Naucz mnie”                              | [ 51 ]        | Anna Naklab feat. Alle Farben & Younotus              | „Supergirl”                    | [ 52 ]            |
| 4 lipca         | Sarsa                                    | „Naucz mnie”                              | [ 53 ]        | Szymon Chodyniecki                                    | „Sam na sam”                   | [ 54 ]            |
| 11 lipca        | Sarsa                                    | „Naucz mnie”                              | [ 55 ]        | Florence + the Machine                                | „Ship to Wreck”                | [ 56 ]            |
| 18 lipca        | Sarsa                                    | „Naucz mnie”                              | [ 57 ]        | Simply Red                                            | „Ghost of Love”                | [ 58 ]            |
| 25 lipca        | Sarsa                                    | „Naucz mnie”                              | [ 59 ]        | Tabb & Sound'n'Grace                                  | „Na pewno”                     | [ 60 ]            |
| 1 sierpnia      | Walk the Moon                            | „Shut Up and Dance”                       | [ 61 ]        | Major Lazer feat. Ellie Goulding & Tarrus Riley       | „Powerful”                     | [ 62 ]            |
| 8 sierpnia      | Adam Lambert                             | „Ghost Town”                              | [ 63 ]        | Álvaro Soler                                          | „El mismo sol”                 | [ 64 ]            |
| 15 sierpnia     | Felix Jaehn feat. Jasmine Thompson       | „Ain’t Nobody (Loves Me Better)”          | [ 65 ]        | Sarsa                                                 | „Indiana”                      | [ 66 ]            |
| 22 sierpnia     | Anna Naklab feat. Alle Farben & Younotus | „Supergirl”                               | [ 67 ]        | Feder feat. Lyse                                      | „Goodbye”                      | [ 68 ]            |
| 29 sierpnia     | Anna Naklab feat. Alle Farben & Younotus | „Supergirl”                               | [ 69 ]        | Zara Larsson                                          | „Lush Life”                    | [ 70 ]            |
| 5 września      | Lost Frequencies feat. Janieck Devy      | „Reality”                                 | [ 71 ]        | Rachel Platten                                        | „Fight Song”                   | [ 72 ]            |
| 12 września     | Lost Frequencies feat. Janieck Devy      | „Reality”                                 | [ 73 ]        | Jess Glynne                                           | „Don't Be So Hard on Yourself” | [ 74 ]            |
| 19 września     | Nicky Jam feat. Enrique Iglesias         | „El Perdón”                               | [ 75 ]        | Roxette                                               | „Joyride”                      | [ 76 ]            |
| 26 września     | Lost Frequencies feat. Janieck Devy      | „Reality”                                 | [ 77 ]        | Lanberry                                              | „Podpalimy świat”              | [ 78 ]            |
| 3 października  | Lost Frequencies feat. Janieck Devy      | „Reality”                                 | [ 79 ]        | Jain                                                  | „Come”                         | [ 80 ]            |
| 10 października | Álvaro Soler                             | „El mismo sol”                            | [ 81 ]        | Naughty Boy feat. Beyoncé & Arrow Benjamin            | „Runnin' (Lose It All)”        | [ 82 ]            |
| 17 października | Lost Frequencies feat. Janieck Devy      | „Reality”                                 | [ 83 ]        | Remo & Tabb                                           | „We Are”                       | [ 84 ]            |
| 24 października | Lost Frequencies feat. Janieck Devy      | „Reality”                                 | [ 85 ]        | Adele                                                 | „Hello”                        | [ 86 ]            |
| 31 października | Lost Frequencies feat. Janieck Devy      | „Reality”                                 | [ 87 ]        | Liber & Mateusz Ziółko                                | „7 rzeczy”                     | [ 88 ]            |
| 7 listopada     | Antek Smykiewicz                         | „Pomimo burz”                             | [ 89 ]        | Enej                                                  | „Dzisiaj będę ja”              | [ 90 ]            |
| 14 listopada    | Antek Smykiewicz                         | „Pomimo burz”                             | [ 91 ]        | Rudimental feat. Ed Sheeran                           | „Lay It All on Me"             | [ 92 ]            |
| 21 listopada    | Adele                                    | „Hello”                                   | [ 93 ]        | Jason Derulo feat. Jennifer Lopez & Matoma            | „Try Me”                       | [ 94 ]            |
| 28 listopada    | R. City feat. Adam Levine                | „Locked Away”                             | [ 95 ]        | Sarsa                                                 | „Zapomnij mi”                  | [ 96 ]            |
| 5 grudnia       | Adele                                    | „Hello”                                   | [ 97 ]        | Tabb & Sound'n'Grace                                  | „Święta będą cały rok”         | [ 98 ]            |
| 12 grudnia      | Adele                                    | „Hello”                                   | [ 99 ]        | LemON                                                 | „Grudniowy”                    | [ 100 ]           |
| 19 grudnia      | Imany                                    | „Don't Be So Shy” (Filatov & Karas remix) | [ 101 ]       | Spice Girls                                           | „Sleigh Ride”                  | [ 102 ]           |
| 26 grudnia      | X Ambassadors                            | „Renegades”                               | [ 103 ]       | Charlie Puth                                          | „One Call Away”                | [ 104 ]           |

## Airplay TV
| Data            | Wykonawca                           | Teledysk                          | Źródło  |
| --------------- | ----------------------------------- | --------------------------------- | ------- |
| 3 stycznia      | Mrozu                               | „Poza logiką”                     | [ 105 ] |
| 10 stycznia     | Robin Schulz feat. Jasmine Thompson | „Sun Goes Down”                   | [ 106 ] |
| 17 stycznia     | Robin Schulz feat. Jasmine Thompson | „Sun Goes Down”                   | [ 107 ] |
| 24 stycznia     | Echosmith                           | „Cool Kids”                       | [ 108 ] |
| 31 stycznia     | AronChupa                           | „I'm an Albatraoz”                | [ 109 ] |
| 7 lutego        | AronChupa                           | „I'm an Albatraoz”                | [ 110 ] |
| 14 lutego       | AronChupa                           | „I'm an Albatraoz”                | [ 111 ] |
| 21 lutego       | AronChupa                           | „I'm an Albatraoz”                | [ 112 ] |
| 28 lutego       | Blonde feat. Melissa Steel          | „I Loved You”                     | [ 113 ] |
| 7 marca         | AronChupa                           | „I'm an Albatraoz”                | [ 114 ] |
| 14 marca        | AronChupa                           | „I'm an Albatraoz”                | [ 115 ] |
| 21 marca        | Tabb & Sound'n'Grace                | „Dach”                            | [ 116 ] |
| 28 marca        | Galantis                            | „Runaway (U & I)”                 | [ 117 ] |
| 4 kwietnia      | Kwabs                               | „Walk”                            | [ 118 ] |
| 11 kwietnia     | Galantis                            | „Runaway (U & I)”                 | [ 119 ] |
| 18 kwietnia     | Galantis                            | „Runaway (U & I)”                 | [ 120 ] |
| 25 kwietnia     | Avicii                              | „The Nights”                      | [ 121 ] |
| 2 maja          | Lost Frequencies                    | „Are You with Me”                 | [ 122 ] |
| 9 maja          | Kygo feat. Conrad Sewell            | „Firestone”                       | [ 123 ] |
| 16 maja         | Kygo feat. Conrad Sewell            | „Firestone”                       | [ 124 ] |
| 23 maja         | Kygo feat. Conrad Sewell            | „Firestone”                       | [ 125 ] |
| 30 maja         | Kygo feat. Conrad Sewell            | „Firestone”                       | [ 126 ] |
| 6 czerwca       | Kygo feat. Conrad Sewell            | „Firestone”                       | [ 127 ] |
| 13 czerwca      | OMI                                 | „Cheerleader” (Felix Jaehn remix) | [ 128 ] |
| 20 czerwca      | Lost Frequencies                    | „Are You with Me”                 | [ 129 ] |
| 27 czerwca      | Lost Frequencies                    | „Are You with Me”                 | [ 130 ] |
| 4 lipca         | Madcon feat. Ray Dalton             | „Don't Worry”                     | [ 131 ] |
| 11 lipca        | Madcon feat. Ray Dalton             | „Don't Worry”                     | [ 132 ] |
| 18 lipca        | Sarsa                               | „Naucz mnie”                      | [ 133 ] |
| 25 lipca        | Lost Frequencies                    | „Are You with Me”                 | [ 134 ] |
| 1 sierpnia      | Avicii                              | „Waiting for Love”                | [ 135 ] |
| 8 sierpnia      | Avicii                              | „Waiting for Love”                | [ 136 ] |
| 15 sierpnia     | Avicii                              | „Waiting for Love”                | [ 137 ] |
| 22 sierpnia     | Avicii                              | „Waiting for Love”                | [ 138 ] |
| 29 sierpnia     | Avicii                              | „Waiting for Love”                | [ 139 ] |
| 5 września      | Robin Schulz feat. Francesco Yates  | „Sugar”                           | [ 140 ] |
| 12 września     | Robin Schulz feat. Francesco Yates  | „Sugar”                           | [ 141 ] |
| 19 września     | Avicii                              | „Waiting for Love”                | [ 142 ] |
| 26 września     | Lost Frequencies feat. Janieck Devy | „Reality”                         | [ 143 ] |
| 3 października  | Lost Frequencies feat. Janieck Devy | „Reality”                         | [ 144 ] |
| 10 października | Lost Frequencies feat. Janieck Devy | „Reality”                         | [ 145 ] |
| 17 października | Lost Frequencies feat. Janieck Devy | „Reality”                         | [ 146 ] |
| 24 października | Lost Frequencies feat. Janieck Devy | „Reality”                         | [ 147 ] |
| 31 października | Lost Frequencies feat. Janieck Devy | „Reality”                         | [ 148 ] |
| 7 listopada     | Ellie Goulding                      | „On My Mind”                      | [ 149 ] |
| 14 listopada    | Ellie Goulding                      | „On My Mind”                      | [ 150 ] |
| 21 listopada    | Kygo feat. Ella Henderson           | „Here for You”                    | [ 151 ] |
| 28 listopada    | Felix Jaehn feat. Polina            | „Book of Love”                    | [ 152 ] |
| 5 grudnia       | Felix Jaehn feat. Polina            | „Book of Love”                    | [ 153 ] |
| 12 grudnia      | Felix Jaehn feat. Polina            | „Book of Love”                    | [ 154 ] |
| 19 grudnia      | Zara Larsson                        | „Lush Life”                       | [ 155 ] |
| 26 grudnia      | Felix Jaehn feat. Polina            | „Book of Love”                    | [ 156 ] |

## Top – Dyskoteki
Notowanie Top – Dyskoteki przedstawia najpopularniejsze piosenki emitowane w polskich klubach. Publikowane przez Związek Producentów Audio-Video, zestawienia w roku 2015 sporządzane były przez firmę DJ Promotion w oparciu o liczbę odegrań poszczególnych utworów w lokalach.
| Data            | Okres emisji                           | Piosenka                         | Wykonawca                                                        | Źródło  |
| --------------- | -------------------------------------- | -------------------------------- | ---------------------------------------------------------------- | ------- |
| 5 stycznia      | 29 grudnia 2014 – 4 stycznia 2015      | „Bailando”                       | Enrique Iglesias feat. Sean Paul, Gente de Zona & Descemer Bueno | [ 157 ] |
| 12 stycznia     | 5 stycznia 2015 – 11 stycznia 2015     | „Bailando”                       | Enrique Iglesias feat. Sean Paul, Gente de Zona & Descemer Bueno | [ 158 ] |
| 19 stycznia     | 12 stycznia – 18 stycznia 2015         | „Bailando”                       | Enrique Iglesias feat. Sean Paul, Gente de Zona & Descemer Bueno | [ 159 ] |
| 26 stycznia     | 19 stycznia – 25 stycznia 2015         | „Bailando”                       | Enrique Iglesias feat. Sean Paul, Gente de Zona & Descemer Bueno | [ 160 ] |
| 2 lutego        | 26 stycznia – 1 lutego 2015            | „Faded”                          | ZHU                                                              | [ 161 ] |
| 9 lutego        | 2 lutego – 8 lutego 2015               | „Bailando”                       | Enrique Iglesias feat. Sean Paul, Gente de Zona & Descemer Bueno | [ 162 ] |
| 16 lutego       | 9 lutego – 15 lutego 2015              | „Freaks”                         | Timmy Trumpet & Savage                                           | [ 163 ] |
| 23 lutego       | 16 lutego – 22 lutego 2015             | „I'm an Albatraoz”               | AronChupa                                                        | [ 164 ] |
| 9 marca         | 2 marca – 8 marca 2015                 | „Can't Stop Playing”             | Dr. Kucho! & Gregor Salto                                        | [ 165 ] |
| 16 marca        | 9 marca – 15 marca 2015                | „I'm an Albatraoz”               | AronChupa                                                        | [ 166 ] |
| 23 marca        | 16 marca – 22 marca 2015               | „I'm an Albatraoz”               | AronChupa                                                        | [ 167 ] |
| 30 marca        | 23 marca – 29 marca 2015               | „I'm an Albatraoz”               | AronChupa                                                        | [ 168 ] |
| 6 kwietnia      | 30 marca – 5 kwietnia 2015             | „I'm an Albatraoz”               | AronChupa                                                        | [ 169 ] |
| 13 kwietnia     | 6 kwietnia – 12 kwietnia 2015          | „I'm an Albatraoz”               | AronChupa                                                        | [ 170 ] |
| 20 kwietnia     | 13 kwietnia – 19 kwietnia 2015         | „I'm an Albatraoz”               | AronChupa                                                        | [ 171 ] |
| 27 kwietnia     | 20 kwietnia – 26 kwietnia 2015         | „I'm an Albatraoz”               | AronChupa                                                        | [ 172 ] |
| 4 maja          | 27 kwietnia – 3 maja 2015              | „I'm an Albatraoz”               | AronChupa                                                        | [ 173 ] |
| 11 maja         | 4 maja – 10 maja 2015                  | „I'm an Albatraoz”               | AronChupa                                                        | [ 174 ] |
| 18 maja         | 11 maja – 17 maja 2015                 | „I'm an Albatraoz”               | AronChupa                                                        | [ 175 ] |
| 25 maja         | 18 maja – 24 maja 2015                 | „I'm an Albatraoz”               | AronChupa                                                        | [ 176 ] |
| 1 czerwca       | 25 maja – 31 maja 2015                 | „I'm an Albatraoz”               | AronChupa                                                        | [ 177 ] |
| 8 czerwca       | 1 czerwca – 7 czerwca 2015             | „I'm an Albatraoz”               | AronChupa                                                        | [ 178 ] |
| 15 czerwca      | 8 czerwca – 14 czerwca 2015            | „I'm an Albatraoz”               | AronChupa                                                        | [ 179 ] |
| 6 lipca         | 29 czerwca – 5 lipca 2015              | „I'm an Albatraoz”               | AronChupa                                                        | [ 180 ] |
| 13 lipca        | 6 lipca – 12 lipca 2015                | „Secrets”                        | Tiësto & KSHMR feat. Vassy                                       | [ 181 ] |
| 20 lipca        | 13 lipca – 19 lipca 2015               | „Secrets”                        | Tiësto & KSHMR feat. Vassy                                       | [ 182 ] |
| 27 lipca        | 20 lipca – 26 lipca 2015               | „Are You with Me”                | Lost Frequencies                                                 | [ 183 ] |
| 3 sierpnia      | 27 lipca – 2 sierpnia 2015             | „Secrets”                        | Tiësto & KSHMR feat. Vassy                                       | [ 184 ] |
| 10 sierpnia     | 3 sierpnia – 9 sierpnia 2015           | „Ghost Town”                     | Adam Lambert                                                     | [ 185 ] |
| 17 sierpnia     | 10 sierpnia – 16 sierpnia 2015         | „Ghost Town”                     | Adam Lambert                                                     | [ 186 ] |
| 24 sierpnia     | 17 sierpnia – 23 sierpnia 2015         | „Ain’t Nobody (Loves Me Better)” | Felix Jaehn feat. Jasmine Thompson                               | [ 187 ] |
| 31 sierpnia     | 24 sierpnia – 30 sierpnia 2015         | „Ghost Town”                     | Adam Lambert                                                     | [ 188 ] |
| 7 września      | 31 sierpnia – 6 września 2015          | „Ghost Town”                     | Adam Lambert                                                     | [ 189 ] |
| 14 września     | 7 września – 13 września 2015          | „Ghost Town”                     | Adam Lambert                                                     | [ 190 ] |
| 21 września     | 14 września – 20 września 2015         | „Ghost Town”                     | Adam Lambert                                                     | [ 191 ] |
| 28 września     | 21 września – 27 września 2015         | „Ghost Town”                     | Adam Lambert                                                     | [ 192 ] |
| 5 października  | 28 września – 4 października 2015      | „Sugar”                          | Robin Schulz feat. Francesco Yates                               | [ 193 ] |
| 12 października | 5 października – 11 października 2015  | „Ghost Town”                     | Adam Lambert                                                     | [ 194 ] |
| 19 października | 12 października – 18 października 2015 | „El mismo sol”                   | Álvaro Soler                                                     | [ 195 ] |
| 26 października | 19 października – 25 października 2015 | „El mismo sol”                   | Álvaro Soler                                                     | [ 196 ] |
| 2 listopada     | 26 października – 1 listopada 2015     | „El mismo sol”                   | Álvaro Soler                                                     | [ 197 ] |
| 9 listopada     | 2 listopada – 8 listopada 2015         | „El mismo sol”                   | Álvaro Soler                                                     | [ 198 ] |
| 16 listopada    | 9 listopada – 15 listopada 2015        | „El mismo sol”                   | Álvaro Soler                                                     | [ 199 ] |
| 23 listopada    | 16 listopada – 22 listopada 2015       | „El mismo sol”                   | Álvaro Soler                                                     | [ 200 ] |
| 30 listopada    | 23 listopada – 29 listopada 2015       | „El mismo sol”                   | Álvaro Soler                                                     | [ 201 ] |
| 7 grudnia       | 30 listopada – 6 grudnia 2015          | „El mismo sol”                   | Álvaro Soler                                                     | [ 202 ] |
| 14 grudnia      | 7 grudnia – 13 grudnia 2015            | „El mismo sol”                   | Álvaro Soler                                                     | [ 203 ] |
| 21 grudnia      | 14 grudnia – 20 grudnia 2015           | „Don't Be So Shy”                | Imany                                                            | [ 204 ] |
| 28 grudnia      | 21 grudnia – 27 grudnia 2015           | „Don't Be So Shy”                | Imany                                                            | [ 205 ] |